# Elisabet av Rochlitz
Elisabet av Hessen, död 1557, var kronprinsessa av Sachsen 1519-1537, som gift med kronprins Johan av Sachsen. Hon regerade över sina änkeförläningar Rochlitz och Kriebstein 1537-1547, och är därför känd under namnet Elisabet av Rochlitz. Hon tillät protestantismen sprida sig i Sachsen samtidigt som det övriga Sachsen fortfarande var katolskt. Hon agerade vid flera tillfällen som politisk medlare, och är även känd för att en tid ha uppfostrat Moritz, kurfurste av Sachsen. 